# مجمع قاعدة النصر
مجمع قاعدة النصر (VBC) كان عبارة عن مجموعة من المنشآت العسكرية الأمريكية المحيطة بمطار بغداد الدولي (BIAP). كان المكون الأساسي له هو معسكر النصر، وقصر الفاو، الذي كان بمثابة المقر الرئيسي لفيلق متعدد الجنسيات في العراق [الإنجليزية]، ولاحقًا كمقر رئيسي لقوات الولايات المتحدة في العراق.